# Hegyi György

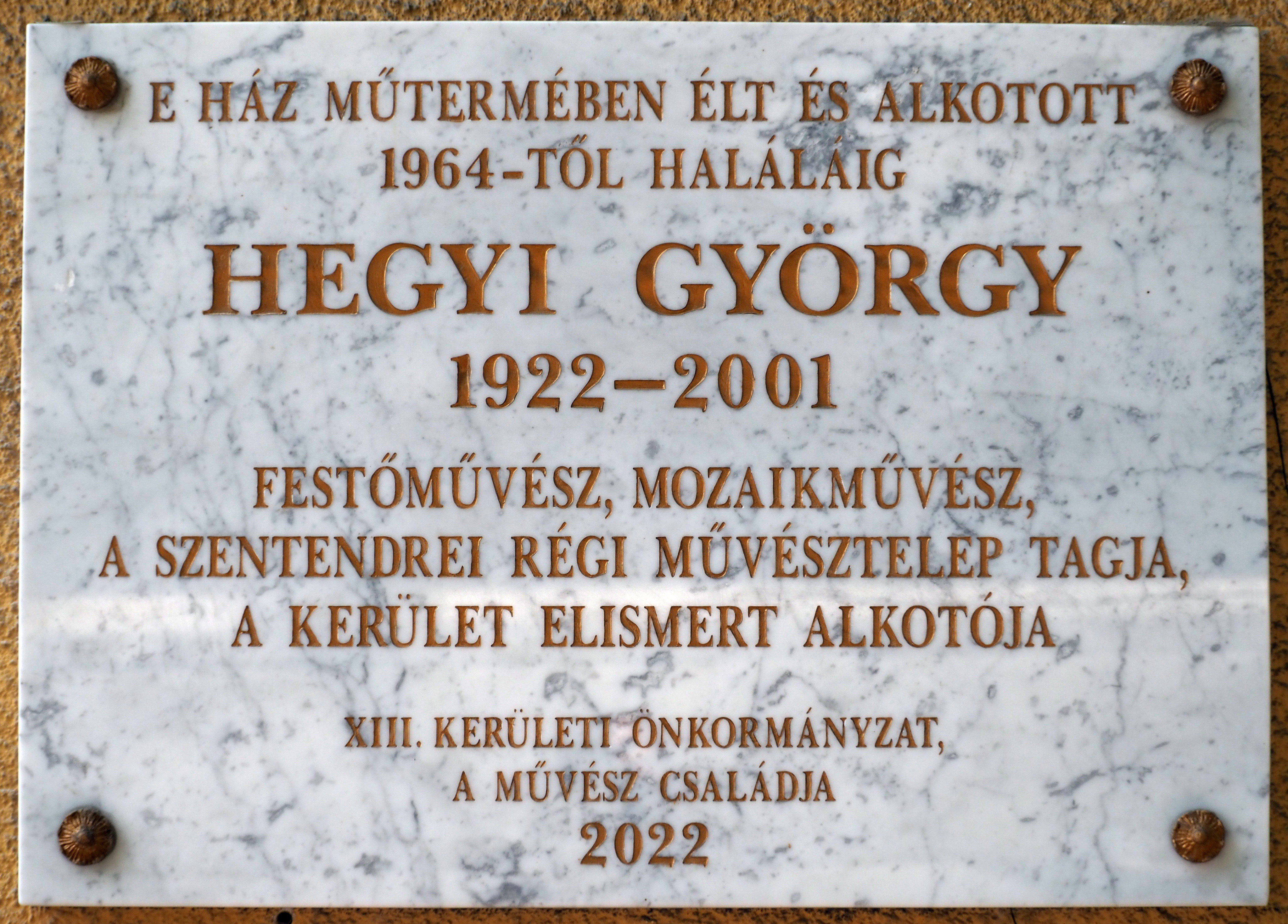
Emléktáblája Budapesten

Hegyi György (eredeti neve Schönberger) (Budapest, 1922. február 26. – Budapest, 2001. április 8.) magyar festő-, mozaik- és üvegművész.

## Élete
Apja a Vakok Intézetének igazgatója, anyja háztartásbeli volt. Már kisgyermekkorában rajzolgatott, apja és nagyapja műveit csodálta. Művészi vénáját nagybátyjától, Schönberger Armandtól örökölte. Az elemi iskola után a budapesti Abonyi utcai Zsidó Gimnázium tanulója lett, ahol a művészet és festészet iránti szeretete még inkább fokozódott.
Érettségi után származása miatt nem iratkozhatott be a Képzőművészeti Főiskolára. Szabadiskolákba járt, látogatta Örkényi Strasser István rajzóráit. Először Irsai István keze alatt került műterem közelébe. Irsai az egyik legismertebb reklámgrafikus volt abban az időben. Jaschik Álmos tanítványaként ismerkedett meg a különböző módszerekkel, eszközökkel: ceruza, pasztell, toll, akvarell, tempera stb. További tanára, mentora Reichenthal Ferenc volt, akihez Hegyi első szentendrei élménye is kötődik. Szentendre nagyon fontos szerepet játszott egész életében. Később a szentendrei régi Művésztelep tagja lett, minden nyarat ott töltött.
A háború alatti és utáni évek egyértelműen a fasizmus gyűlölete, az antiszemitizmus megvetése jegyében teltek. 1943-ban behívták munkaszolgálatra. Erdélybe, Kárpátaljára, majd a régi Lengyelország területére vitték. Munkácson sikerült megszöknie, és a szovjet csapatok megérkezéséig, 1944 októberéig egy református lelkész bújtatta. Ezután Kolozsvárra ment, ahol élete első nagyobb kiállítását rendezte 1946-ban. 
1946-ban Budapestre ment és végre be tudott iratkozni a főiskolára, ahol Berény Róbert osztályába került. 1947-ben válaszút elé érkezett. Anyja, öccse és húga kivándorolt Izraelbe, Hegyi György Magyarországon maradt. (Apja 1944-ben a Hegyeshalomba irányított zsidók gyalogmenetében pusztult el.)
1950-ben kötött házasságot Bíró Iván szobrász húgával. Miután a főiskola mozaik szakán végzett, elindult egy olyan gazdag művészi karrier, amelyet sok különböző korszak (rajz, olajfesték, mozaik, üveg), rengeteg utazás és megannyi kiállítás jellemez.
A Kozma utcai izraelita temetőben nyugszik.